# Araneus selva
Araneus selva là một loài nhện trong họ Araneidae.
Loài này thuộc chi Araneus. Araneus selva được Herbert Walter Levi miêu tả năm 1991.